# Herbita valtrudaria
Herbita valtrudaria är en fjärilsart som beskrevs av William Schaus 1923. Herbita valtrudaria ingår i släktet Herbita och familjen mätare. Inga underarter finns listade i Catalogue of Life.